# Don Starr
Don Starr (Riverside (Californië), 20 september 1917 – Tucson (Arizona), 11 juli 1995) was een Amerikaans acteur.
Hij speelde voornamelijk gastrollen in series vanaf eind jaren zestig zoals in onder andere Charlie's Angels, The Incredible Hulk en Little House on the Prairie. Hij is het meest bekend voor zijn rol van oliebaron Jordan Lee in Dallas. Hij speelde de rol van in het tweede seizoen tot in het laatste, echter was hij geen hoofdpersonage maar een bijrol die niet in alle afleveringen zat. 
Hij overleed op 11 juli 1995 na complicaties na een zware val in zijn huis.  